# Telecom Italia Lab
Le Telecom Italia Lab S.p.A. (ancienment Centro Studi e Laboratori Telecomunicazioni S.p.A.; CSELT) est un institut de recherche de Turin dans le domaine des télécommunications,, le principal en Italie et l'un des plus importants en Europe et au niveau international.
Il peut être considéré comme l'équivalent du CNET français avec qui il a collaboré à plusieurs reprises.
Né en tant que centre de recherche pour l'ensemble du conglomérat IRI-STET, l'autorité du centre a été reconnue dans le monde entier dans la recherche appliquée. Il a souvent été pionnier dans les télécommunications, avec une orientation particulière vers la commutation numérique, la fibre optique, les technologies de codage de la voix, et la normalisation internationale des protocoles et des technologies (par exemple, la création du mp3, coordonnée par le centre ; c'est probablement le développement le plus connu du grand public).
Après une réduction considérable de ses effectifs au tournant du millénaire, la plupart des structures ont été transférées d'abord dans Telecom Italia Lab (une société du groupe Telecom Italia), ainsi qu'à d'autres entreprises nées en tant que spin-off comme Loquendo (en 2001), active dans le domaine de la reconnaissance et la synthèse vocale.
Le matériel historique de CSELT est conservé dans les Archives historiques de Telecom Italia,. Le site web du CSELT est disponible dans les archives du Web depuis 1998 ; c'est ici que sont stockés les résumés des Rapports Techniques (CSELT Rapporti Tecnici) de 1995 à 1999, l'une des principales publications scientifiques de la société, éditées depuis le mois de juillet 1973.
Les listes de brevets CSELT sont également disponibles sur le Web,.
En 2011, le projet CSELTMuseum a commencé avec le but de recueillir et de publier sur le Web des documents historiques, des inédits, qui sont difficiles à trouver, liés aux activités du Centre. Le groupe Facebook CSeltmuseum, après 6 ans d'activité, est devenu public, compte près de 500 membres, et contient à ce jour[Quand ?] plus de 250 articles et 2000 images avec les discussions. Ce matériel est régulièrement réuni et publié sur différents canaux Web (par exemple, Researchgate et Slideshare). Ces collections et d'autres documents historiques sont également disponibles sur le Web.

## Historique

Ancien logo

CSELT a été fondée à Turin en 1961, d'abord sous le nom de CSEL - comme un centre d'études de Stipel, la mise en œuvre du désir exprimé depuis 1955 par son directeur général Giovanni Oglietti, qui était alors le premier président, jusqu'en 1968, et président d'honneur jusqu'en 1986. Après la naissance de SIP en 1963, il a fusionné avec le groupe IRI-STET et a pris le nom définitif « CSELT » le 5 décembre 1964. Le CSELT a étudié, depuis ses débuts, la fiabilité des équipements de commutation téléphonique du réseau italien, qui en 1963 était en train de devenir une organisation nationale unifiée.
Giovanni Oglietti pose comme objectif principal pour ce Centre, l'unification et l'orientation des choix à moyen et à long termes des compagnies de téléphonie acquises par STET. C'est ainsi que naquirent plusieurs recherches de pointe, telles que la transmission et la commutation numérique du signal téléphonique, l'étude du trafic pour le réseau de service et de sa gestion. Le CSELT selon la volonté de son fondateur et est né sur le modèle de référence des Bell Labs, à l'intérieur d'un contexte dans lequel la société mère, l'IRI, a été inspirée par les modèles des États-Unis dans le domaine de la recherche et du développement. Cependant, son rôle et son pouvoir de décision au sein du groupe STET n'ont jamais été clairement définis, à la différence de ce qui s'est passé dans des centres de recherche similaires, tels que le CNET en France ; en particulier, on ne lui a pas affecté assez clairement un rôle de Transfert de Technologie, par manque de décisions politiques dans ce sens, bien que, à plusieurs reprises, il ait réussi à agir efficacement dans ce domaine.

### Les premières recherches internationales
Après une première phase d'expansion, Luigi Bonavoglia a été nommé premier Directeur Général de CSELT, en décembre 1967, alors que CSELT avait déjà près de 130 salariés. À cette période, il a inauguré le bureau principal à Turin dans la Via Reiss Romoli, dans une tour caractéristique de 75 mètres de haut qui a été conçue par l'architecte Nino Rosani. Le centre faisait partie du groupe STET, mais il a également travaillé sur des contrats externes, voire internationaux, et sur de grands projets. Cela a été en particulier le cas, en 1968, pour un projet expérimental de communication numérique par satellite et pour la technique TDMA développée avec la société américaine COMSAT.
Ce projet COMSAT a contribué à la réputation internationale du Centre, qui, dans cette période (1967-1968) a aussi participé activement a la normalisation de la PCM européenne. La contribution technique à la définition des normes de communication sera une constante tout au long de la vie future du CSELT. Parmi les premières compétences reconnues à CSELT au niveau international on trouve les liaisons radio et la conception d'antennes, y compris dans le domaine de la transmission par satellite, comme dans le projet de communication numérique par satellite déjà mentionné.

### La transmission de données sur le réseau fixe
L'année même de la naissance officielle de l'Internet en 1969, CSELT a commencé l'étude de réseaux à commutation de paquets, une technique également utilisée dans les protocoles qui sont à la base du réseau Internet. Cependant, l'objectif principal était dirigé vers les services téléphoniques plutôt que ceux de transmission de données dans le sens le plus large. Ces derniers, à cette époque, étaient similaires à des services postaux, et donc de la responsabilité directe du Ministère de la poste et des télécommunications italien. Pour cette raison, le thème de l'étude a considéré non pas tant ce qui était en train de naître autour de la conception d'origine de l'Internet, le réseau ARPANET, mais plutôt le protocole X. 25, avec beaucoup d'intelligence dans le réseau et peu dans les terminaux. En outre, la normalisation de X.25 du CCITT en était à un stade maintenant avancé et avec différentes caractéristiques techniques déjà établies, par exemple pour le contrôle des erreurs de transmission.

### Les années 1970

#### La recherche sur les fibres optiques
Après une phase d'étude et d'expérimentation de transmissions optiques de signaux numériques au moyen d'un faisceau laser en espace libre, dans la deuxième moitié des années 1960, les travaux de Leonardo Michetti, en 1971, CSELT commence des activités sur la transmission guidée par fibre optique. Elle avait été précédée par l'étude de la transmission de guide d'ondes circulaires. La société américaine Corning Glass Works en 1970, a annoncé la mise en place de fibres optiques avec une atténuation inférieure à 20 dB/km, une limite définie pour l'utilisation de ces technologies en matière de télécommunications. C'est un accord avec Corning en octobre 1973 qui a permis au CSELT de démarrer une expérimentation commune . Les expériences sur la fibre optique, coordonné par CSELT, en collaboration avec d'autres sociétés du groupe IRI-STET, y compris Sirti, Pirelli et SIP ont permis que Turin devienne la première ville dans le monde avec un câblage en fibre optique en 1977, avec une longueur de 9 km (la plus longue jusqu'alors jamais créée dans le monde entier).
Un résultat important de ce projet a été la création d'un nouveau processus de jonction des sections de fibre optique simple et rapide, à la portée des installateurs, en remplacement des processus complexes utilisés jusqu'alors. Cette technique de jonction a été appelée le Springroove® et est décrite dans un brevet de Giuseppe Cocito. L'objectif général de l'utilisation de la technologie des fibres optiques a été de disposer d'un moyen de transmission meilleur que les câbles coaxiaux en termes de bande passante, de taux d'erreurs, et d'immunité aux interférences. La fibre optique était beaucoup plus fine (125 microns) que les câbles coaxiaux utilisés à l'époque (généralement 11 mm de diamètre) et elle réduit le besoin de répétition des signaux. Les recherches sur les fibres optiques ont conduit à la publication de la première monographie au monde sur ce sujet, et à de nombreuses autres recherches, qui ont obtenu plusieurs prix dans le domaine international. En 1976, le nouveau Directeur général de CSELT, Basilio Catania, est aussi un expert dans les fibres optiques, tandis que Luigi Bonavoglia prend le titre de Président. Plus tard à Basilio Catania, comme reconnaissance internationale du Centre, a été délivré le premier Prix Eurotelecom par Juan Carlos d'Espagne. En 1978, est réalisé et expérimenté dans le CSELT un système de transmission sur fibre à 560 Mbit/s à plus de 6 km de distance.

#### La commutation numérique et informatique: lesGruppi Specialide Mestre et la synthèse vocale
Les recherches sur la commutation numérique pour les centraux téléphoniques étaient possibles grâce aux progrès de l'microélectronique, du numérique et de l'informatique. Ce développement, personnellement conduit par Alberto Loffreda, un grand expert de commutation téléphonique du fait de son expérience antérieure chez Ericsson, a été réalisé avec la mise en place du Gruppi Speciali de Mestre. C'était le premier central italien complètement numérique et le deuxième en Europe, précédé uniquement par le central numérique français Platon (E-10), apparu seulement un an plus tôt,,. C'est dans cette période que l'ordinateur entre pleinement dans les activités de recherche du CSELT.
Le central a été connu en tant que Gruppi Speciali, parce que, grâce à de nouvelles techniques numériques, il offre une série de services originaux / spéciaux aux utilisateurs. C'était un véritable système électronique spécialisé dans la commutation de canaux téléphoniques numérisés (PCM) et multiplexés dans le temps (TDM) conformément à la norme européenne à 32 canaux. Le central, entièrement redondant, a également été équipé avec de nombreuses fonctionnalités avancées d'auto-diagnostique et de reconfiguration pour répondre aux exigences rigoureuses de la disponibilité du service téléphonique qui était au maximum 2 heures de temps d'arrêt en 40 ans. L'électronique a été réalisée dans le CSELT à l'aide de circuits intégrés commerciaux TTL et ECL (ce dernier avec des temps de commutation de l'ordre de 3 nanosecondes), avec une technologie modulaire dérivé du projet Comsat, adapté pour le développement d'un prototype, Le câblage de fond de panier était en fils-wrappés pour le prototypage rapide. Le réseau de connexion (1024 canaux) de type temporel obtenu par une mémoire bipolaire rapide (ECL), a été commandé a l'américain AMS (Advanced Memory Systems). Le réseau de connexion de type temporel en technologie numérique est une évolution radicale par rapport aux centraux semi-électroniques de la génération précédente (comme le 1ESS de Bell System), où la commutation de canaux téléphoniques était encore électromécanique, mis en œuvre que par des relais Reed. Aussi le premier central d'un système électronique Proteo de Sit Siemens (plus tard, Italtel (en)), installé en Italie en 1975, avait un réseau en technique PAM (Pulse Amplitude Modulation) et donc il n'était pas complètement numérique. La reconnaissance de la signalisation entre les centraux, en double tonalité multi-fréquence, a été réalisée avec des techniques de filtrage numérique par une banque de filtres,. Le logiciel de contrôle, en commençant par le système d'exploitation jusqu'au logiciel d'application installé sur l'ordinateur du processus GP16 Selenia, a été développé dans le CSELT. Sur l'unité centrale, installé a Mestre et sur un autre exemplaire installé au CSELT seront testés les nouveaux services. Le site a été opérationnel pendant environ 14 ans, jusqu'en 1986. Après la mise en œuvre des Gruppi Speciali, CSELT a également conçu plusieurs processeurs (M16, M20, et d'autres plus tard), pour le contrôle des centraux numériques, adoptés ensuite par le même Italtel et par d'autres fabricants dans le monde.
Les réalisations de cette période ont été possibles grâce à l'utilisation d'une technique modulaire pour le matériel utilisé dans le Comsat, et introduit d'abord dans le CSELT par Giovanni Perucca qui a aussi eu un rôle important dans la conception des Gruppi Speciali. Cette technique a conduit à la création de 4 familles de modules logiques série 10, 1, 250, 500 à des fréquences d'horloge allant jusqu'à 500 MHz,,,, développés dans le laboratoire de haute vitesse du département Commutation. Ce laboratoire, sous la direction de Piero Belforte,, a rapidement atteint un niveau d'excellence reconnu dans le monde, principalement grâce au développement d'algorithmes de modélisation et de simulation basés sur des techniques d'ondes numériques,, ce qui a conduit à la création d'une variété de systèmes numériques avancés dans les années 1970 et 1980. Parmi les premiers des années 1970, on peut rappeler la base de temps tripliquée à 32,768 Mhz des Gruppi Speciali,, de 1971-72 et le commutateur numérique monostage temporel à 8192-canaux 64Kbps, (1973). Ce dernier, entièrement modulaire et redondant avec un schéma de 1 à 8, fonctionnant à une fréquence d'horloge de 81,920 MHz, établit un record du monde pour la complexité et la vitesse. Ce commutateur (EC-8000), conçu pour un centre de transit compatible avec la technologie des Gruppi Speciali, a été soumis à un test expérimental qui en a confirmé la fiabilité.
Les algorithmes de simulation d'ondes de cette époque, et par la suite généralisés,, sont encore à l'état de l'art des outils d'ingénierie des systèmes numériques multi-gigabit, tels que les routeurs IP, et offrent des performances des ordres de grandeur supérieures aux techniques traditionnelles (Analyse Nodale, Spice), aussi dans la simulation électromagnétique,. Plus de 40 ans après sa conception, les activités de recherche liées à ces sujets sont toujours en cours dans le cadre du projet Swan/DWS,,.
Une innovation commencée en 1978, qui a été un grand succès industriel et commercial a été le circuit intégré LSI de commutation pour canaux PCM, appelé ECI (Elemento di Commutazione Integrato). Il a été conçu par Piero Belforte et par la suite breveté. Le circuit intégré a été réalisé par Vittorio Masina (SGS) sur les spécifications du CSELT édité aussi bien par Bruno Bostica et Luciano Pilati, et a été produit par le même SGS (maintenant STMicroelectronics) depuis 1981, même si cette société n'appartient pas plus au groupe STET. La famille de 6 composants intégrés ASIC pour la commutation TDM conçu par le CSELT a été adoptée par de nombreuses entreprises. CSELT, a transféré à Italtel toutes les technologies liées à ces produits, et les réseaux de connexion avec routage automatique, déjà éprouvés dans ses ateliers. Cette technologie a été utilisée pour la construction des nouveaux centraux Italtel. Cette technologie ASIC, objet de 6 brevets internationaux, est toujours le cœur du central Linea UT qui constitue plus des deux tiers des centrales opérationnelles en Italie en plus d'être exporté dans de nombreux Pays du monde. L'unité de commutation de 1 024 canaux est basée sur la composante principale ECI (M088, pour SGS), aujourd'hui connu comme M3488, et les 5 autres circuits d'appui,,,, ainsi produits par SGS, à l'aide d'une logique de routage distribué avec l'utilisation d'un contrôleur à base de microprocesseurs (Z80) au niveau de l’unité de commutation. Les structures à plusieurs étages (jusqu'à 5 étages pour les réseaux de 64000 canaux) sont  caractérisés par une capacité de traitement du trafic énorme, et par une puissante diagnostique. L'ECI est composé de 35 000 transistors (n-MOS 4um dans la première réalisation et, par la suite, CMOS), pour une matrice non bloquante de 256 x 256 canaux PCM. Environ 27 Millions de lignes téléphoniques dans de nombreux pays sont encore servis par les centraux TDM utilisant ces composants et cette structure de CSELT. À ces composants, il faut ajouter ceux du réseau de téléphonie mobile et les applications sur les réseaux privés (PABX). Une comparaison des technologies de commutation CSELT précédemment illustrés (Gruppi Speciali/EC8000 et réseaux ASIC), avec les plus récentes des routeurs IP dans le réseau dorsal, est montrée ici,. Il est intéressant de noter que, après 40 ans de sa conception (1978), la technologie Asic CSELT pour la commutation TDM est destinée à coexister avec la technologie IP dans le réseau actuel de TIM, bien que le processus de déclassement du TDM, ait commencé précisément à partir du réseau dorsal pendant les premières années de cette décennie.
Un autre exemple d'innovation appliqué dans les Gruppi Speciali est le brevet d'Alberto Ciaramella (année de priorité : 1975), relative à une procédure d'amorçage automatique de l'ordinateur qui, au lieu de le démarrer à l'aide d'une série de commandes manuelles par l'opérateur dans une série de mémoires volatiles, avec des risques d'erreurs, permet de charger automatiquement les commandes de démarrage à partir d'un mémoire morte (ROM), distincte de celle de l'exécution ou des mémoires de masse destinées au stockage des programmes applicatifs : le résultat a permis une fiabilité dans les amorçages beaucoup plus élevée que la norme pour les ordinateurs de l'époque, et une procédure simplifiée, car obtenue par la pression d'un unique bouton.
Enfin, en 1974 le CSELT a présenté la première synthèse vocale en temps réel en Italie (et l'une des premières dans le monde), Musa, produite par le groupe dirigé par Giulio Modena. Une deuxième version du synthétiseur Musa, sorti en 1978, a été capable de chanter : en particulier, l'enregistrement de la chanson Fra Martino Campanaro a été distribué dans des magazines pour le grand public. En 1978, le groupe CSELT a été la seule entreprise industrielle dans le monde en plus de l'américaine AT&T à avoir une technologie vocale commerciale.

#### Les images 3D du Suaire
En 1978, le CSELT, sur l'initiative du professeur Giovanni Tamburelli de l'Université de Turin, obtient dans ses laboratoires des images en trois dimensions du Suaire de Turin, avec encore plus de netteté à partir des images obtenues juste quelques mois avant (en 1978) par deux ingénieurs de la NASA : Jackson et Jumper. Le responsable de CSELT est Giovanni Garibotto.
Un deuxième résultat des Tamburelli a été de mettre en évidence la véritable tridimensionnalité de l'Homme du Suaire avec la suppression visuelle du sang présent sur l'ensemble de la silhouette. Les images du CSELT ont été publiées sur les journaux et magazines du monde entier. Ces études sur le traitement d'images ont été appliquées par le CSELT également dans les études de sismologie.

### Les années 1980

#### Nouveaux développements de la technologie des fibres optiques et de la commutation
Les années 1980 ont conduit à la poursuite de l'avancement des tests sur les fibres optiques. Bruno Costa expérimente pour la première fois la transmission de flux d'information à haute vitesse transmis sur des centaines de kilomètres, sans l'aide de répéteurs intermédiaires. D'autres applications liées aux technologies optiques ont participé à la réalisation de circuits optiques (tels que, par exemple, les amplificateurs de signaux optiques).
Dans le domaine de la commutation, CSELT a participé aux essais du RNIS, depuis ses premières versions, en collaboration avec des fabricants européens tels qu'Italtel et Siemens. En 1984 a eu lieu une première expérience de service RNIS à l'occasion du Colloque International de la Commutation (ISS '84) à Florence. Les activités se sont poursuivies dans le domaine de l'évolution du RNIS vers la fourniture de services large bande,,. Par exemple, en 1987, CSELT a réalisé un commutateur à large bande pour les services de diffusion de la télévision haute définition (HDTV) à 243 Mbit/s basé sur le bus de fond de panier Superbus conçu en utilisant les techniques de simulation du laboratoire haute vitesse. L'étude et la réalisation de ces bus parallèles à 320 Megaoctets/s a été présentée au Symposyum Internationale de la Commutation en 1987 (ISS'87), à Phoenix,. Cette technologie a conduit aussi bien à la conception de circuits intégrés ASIC haut débit qui ont été spécifiés par l’américain AMCC et utilisés dans le système d’affichage haute résolution Magics des radars CDS2000 pour le contrôle du trafic aérien. Ces systèmes, commercialisés par Selenia (ensuite Alenia) et exportés dans différents pays du monde, sont toujours en exploitation.
Pour l'Agence Spatiale Européenne (ESA) a été menée au début des années 1980, l'étude de faisabilité de matrices de commutation haute vitesse à bord de satellites de télécommunication. Ces études et les collaborations avec Selenia Spazio conduissent à la réalisation de la matrice commutation utilisée à bord du satellite Italsat,, Ce sont des exemples d'études haute technologie du CSELT pour l’entreprise de la Stet, et aussi externes au groupe, grâce au savoir-faire unique développé au fil des années. À la fin des années 1980, ces études sont destinées presque exclusivement à Telecom Italia ; certains laboratoires de haute technologie, comme le laboratoire haute vitesse, ont été fermés, avec la perte du savoir-faire accumulé depuis près de 20 ans d'activité. La même chose s'est produite au CSELT dans le domaine de la simulation au niveau physique des systèmes à large bande.
Pour permettre la poursuite des activités sur la simulation large bande, qui avait été interrompue par le CSELT, et en développer le savoir-faire, à la fin des années 1980, est fondée à Turin par Piero Belforte et Giancarlo Guaschino la société HDT (High Design Technology). La HDT développe au fil des ans un certain nombre de produits logiciels très innovants dans le domaine de l'Intégrité des Signaux et des Alimentations (SI, PI), et de la CEM,, en commençant par le simulateur d'usage général Sprint,, aujourd'hui nommé DWS. Ce produit, vendu avec le logiciel de visualisation et de modélisation Sights, a été acquis par d'importantes industries européennes dans le secteur des télécommunications (Alcatel, Italtel, AET, etc), aérospatiale (Aérospatiale, Thomson-Dassault, Selenia, etc), automobile (Magneti Marelli, etc.), informatique (Honeywell Bull), et par le même CSELT,,.
L'HDT a également participé à différents projets européens, avec des partenaires industriels et académiques et a activement contribué à l'élaboration de la norme Ibis,. L'évolution conjointe de produits, s'est produite avec la société franco-allemande Anacad, qui avait commercialisé le simulateur Eldo du CNET français, ensuite vendu à Mentor Graphics, et plus tard avec la société japonaise Zuken,, un chef de file mondial dans les logiciels pour les projets électroniques. À noter également la collaboration avec HP pour la mise en œuvre de l'environnement de modélisation et de simulation HSWB. De HDT sera né en décembre 1997, la filiale HDT Team, active notamment dans le domaine des télécommunications, qui deviendra également l'un des partenaires de CSELT dans plusieurs projets.
Vers la fin des années 1980 commence au CSELT une activité d'étude sur l'application des fibres optiques multimodes, pour l'interconnexion entre les sous-systèmes des équipements numériques, comme une alternative aux câbles en cuivre. Les premières applications étaient les îles-optique. Ces premières études ont été présentées à l'ISS '90 a Stockholm,. Comme technique de commutation universelle pour le RNIS large bande (B-ISDN), a été étudié à partir de 1983 l'ATM (Asynchronous Transfer Mode) avec un format de cellule fixé à 48 octets, découvert en France par le CNET,. C'était le choix prioritaire à cette période pour les opérateurs Télécom qui ont aussi essayé d'imposer ce format ATM en tant que norme universelle pour les services multimédia. En parallèle, le protocole IP d'Internet avait toujours plus de succès en dehors du monde des opérateurs TLC, s'imposant comme un standard de fait. Le CSELT a participé activement à l'étude de la technique ATM depuis son début, et a aussi participé à plusieurs projets internationaux tels que le projet européen LION,, pour la construction de réseaux géographiques expérimentaux basés aussi bien sur ATM.

#### SIRIO
Le 26 février 1983 la transmission par satellite de la télévision aux normes internationales a été démontrée. Pour ces tests, le premier satellite italien SIRIO-1 a été utilisé ; le système a été construit à partir de 1977 par CSELT et d'autres sociétés du groupe STET : Telespazio, Italtel, en plus du CNR et de chercheurs de l'école Polytechnique de Turin. CSELT a travaillé aussi à la conception d'antennes à surfaces dichroïques pour des satellites, comme Intelsat V et Italsat.

#### Le développement des technologies vocales
Ensemble avec les expériences sur les moyens physiques de transmission, on a aussi bien la poursuite de la recherche sur le codage du signal vocal pour accroître la capacité de transmission avec l'utilisation de techniques de compression du signal (par exemple, les études de Giancarlo Pirani et Renato Dogliotti ). L'étude des techniques de compression impliqué à la fois l'utilisation de techniques statistiques pour la compression du signal, l'étude des phénomènes de la psycho-acoustique de la source de signal comme a été appliquée, quelques années plus tard, dans le MP3 standard.
Depuis 1980, à côté des expériences sur la synthèse vocale CSELT qui ont conduit à la réalisation du circuit intégré M3950 conçu par le groupe de Marco Gandini et ensuite fabriquées par SGS, ont commencé les études sur les technologies de reconnaissance de la parole, dans le cas de la reconnaissance du locuteur, en italien et aussi en plusieurs autres langues.
Cette tendance s'est développée grâce à la participation du CSELT a deux importants projets Européens, ESPRIT SIP P26, et  SUNDIAL (ESPRIT P2218), entre septembre 1988 et août 1993. La première a abouti à un prototype de la reconnaissance vocale italienne, dont la recherche a également conduit à la publication d'un texte publié par Springer en 1990 : le volume, centré sur les algorithmes de reconnaissance de la parole, est écrit en grande partie par des chercheurs du CSELT, ainsi que de l'éditeur, Giancarlo Pirani. Le deuxième a été le premier grand projet pour un système de dialogue (qui est un programme capable de converser avec les humains par l'utilisation de la voix) en Europe, précédée par le projet du gouvernement américain Darpa. Sundial a également été le premier projet visant à rechercher une approche systématique sur la langue parlée naturel (en particulier, sur quatre langues: l'anglais, le français, l'allemand et l'italien). Dans ce projet, CSELT produit le premier prototype pour l'italien.
Parmi les résultats, il y a aussi la conception de RIPAC (RIconoscitore PArlato Connesso), le premier circuit intégré dans e monde de la reconnaissance vocale en continu (c'est-à-dire pas seulement pour les mots isolés),.
Après une période de conflit entre la recherche à moyen-long terme adressé par Basilio Catania, et la volonté de l'opérateur, qui demandé la priorité sur les problèmes immédiats de la gestion des services, en 1989 Cesare Mossotto est nommé directeur général de CSELT.

### Les années 1990

#### L'orientation au fournisseur de services de télécommunications
Cette période a vu CSELT, conduit par Cesare Mossotto, s'orienter presque exclusivement à l'amélioration du réseau et des services fournis par Telecom Italia, donc réduisant l'activité avec le reste du Groupe IRI-STET en restructuration avec l'élimination de différentes branches d'activité. La recherche dans ces années est limitée à 25 % de l'activité globale du centre, tandis que le reste se compose des applications de l'intérêt immédiat de Telecom Italia,. Sont aussi fabriqués en particulier des "Test Plant", tels qu'un central UT100 Italtel, pour faire des tests de qualification notamment pour les nouvelles versions du logiciel de contrôle.
Entre les intérêts immédiats du fournisseur de services est la reconnaissance et synthèse vocale pour l'automation du service de carnet d'adresses téléphoniques, qui est entré en service en 1993. Les services basés sur les technologies vocales exploitent plusieurs produits du CSELT, tels que, par exemple, Eloquens commercialisé depuis 1993, le premier logiciel commercial Text-to-Speech capable de parler en italien, suivi par Actor, et le logiciel de reconnaissance vocale indépendante du locuteur Auris, suivi par Flexus, avec un dictionnaire extensible et non pas fixe. Ces blocs constituent les systèmes de dialogue : l'un de ces systèmes, DIALOGOS, l'union de Flexus et Actor, est la base du service 12, tandis que Voxnauta permet de naviguer sur l'Internet grâce à des commandes vocales en utilisant le standard VoiceXML.
Un autre exemple est le projet Thris pour la qualification du matériel de télécommunications,,,, développé par CSELT en collaboration avec HP, HDT, et Telecom Italia avec le but d'améliorer la qualité des produits utilisés dans le réseau TLC. Le projet du même nom a également vu la collaboration de plusieurs Universités telles que le Politecnico di Torino et l'Université de Lille et aussi bien des tres importants fabricants, y compris les françaises Alcatel et Aérospatiale. Ces collaborations ont conduit à l'élaboration d'un produit de qualification très innovant, ensuite acquis par Telecom Italia, et recommandé a les mêmes fabricants de materiel pour le reseau. On a développé plusieurs modules de logiciel et d'instrumentation, y compris l'analyse prédictive des émissions électromagnétiques des plaques électroniques à partir du logiciel d'analyse Presto de l'HDT.
Thris a été utilisé pour la qualification des systèmes de commutation et de transmission dans les Test Plant du CSELT et de Telecom Italia. Plusieurs campagnes de tests conduits dans les Chambres Anéchoïques de CSELT ont servi à valider les méthodes de prévision développés par HDT. Les résultats ont été présentés aux conférences sur la CEM de Rome, en 1996, et Zurich en 1998  et à l'occasion des expositions et des séminaires tels qu'à Brest, en France et à Milan en Italie organisés par Hp. Il a été également créé un groupe d'utilisateurs nommé TUG (Thris user group) pour la formation technique sur les nouveaux instruments de vérification du projet du matériel. Après la fermeture soudaine du projet Thris en 2000, son évolution pour l'exploitation dans les systèmes multi-gigabit, conçu par Piero Belforte comme chercheur indépendant, a permis le développement du nouveau système de test, nommé HiSAFE,. HiSAFE a été adopté par Cisco Systems pour l'insertion des fautes sur les routeurs IP de nouvelle génération, afin d'augmenter la fiabilité et la disponibilité du service. Ces systèmes de test sont encore utilisés par Cisco dans sa version la plus récente HiSAFE+, conçue pour traiter les signaux numériques tres haut débit, jusqu'à 20Gbit/s, à l'intérieur des routeurs utilisés dans l'Internet ou aussi bien dans les dorsales IP des reseaux publics de télécommunications.
L'activité de CSELT de 1998 à 2000 est décrite en détail sur le site web de l'époque qui est encore présent dans les archives du Web. Dans ces archives sont également conservées les éditions du site à partir de 2001 jusqu'en 2007 après la transformation de CSELT en Tilab.

#### Activités sur la téléphonie mobile
C'est dans CSELT, en collaboration avec TIM, et Ericsson, qui a été fait le premier appel téléphonique urbain UMTS en Europe, en autres termes, le premier appel vidéo le 16 novembre 1999. Aussi, au nom de TIM, en CSELT a été testé, la première carte téléphonique prépayée et rechargeable pour GSM dans le monde, lancée sur le marché le 7 octobre 1996 : l'Italie a été le premier pays à introduire ce système de paiement pour la téléphonie mobile.

#### Activités sur le réseau fixe
En parallèle avec le développement des moyens de transmission de la prochaine génération pour le réseau fixe, tels que, par exemple, la recherche CSELT sur les solitons,, beaucoup de ressources ont été consacrées pour le développement du protocole ATM, et des techniques de commutation relatives. Après la moitié des années 1990 de plus en plus a été clair que l'ATM et IP étaient des solutions alternatives. Malgré cela, les études sur l'ATM ont continué et ont conduit à la création d'équipements en technique ATM par les fabricants. Ces dispositifs ont été ajoutés dans le réseau à ceux en technique traditionnelle TDM et on a étudié aussi bien des solutions mixtes IP sur ATM. Des expérimentations de la technique ATM sur réseaux géographiques ont été conduits aussi bien en coopération entre CSELT et CNET en 1994 avec le test de services IP sur connexion ATM des laboratoires de Turin à ceux de Lannion.
Vers la fin des années 1990, les opérateurs de télécommunication se sont rendu compte que le protocole IP était gagnant pour des raisons techniques, mais aussi bien pour la croissance exponentielle de l'Internet, de ses services et de ses équipements. À partir de la moitié de la prochaine décennie, les fabricants, y compris l'américain Cisco Systems, ont finalement quitté la technique ATM, forçant les opérateurs à la disposition progressive des équipements ATM en faveur de ceux basés sur le protocole IP. Dans une comparaison des techniques ATM et IP, comme est arrivé dans d'autres grands centres de recherche de télécommunication (par exemple, le même CNET, l'institution pionnière dans l'application de la technologie ATM), CSELT, au moins jusqu'à la moitié des années 1990, n'avait pas eu un rôle critique et impartial, qui pourrait, au moins en partie, limiter la course à l'ATM, avec ses gros investissements. Par conséquent, dans l'évaluation comparative des technologies pour le réseau TLC de l'avenir, le CSELT pionnier des années 1970 savait mieux interpréter la volonté de son fondateur Giovanni Oglietti, par rapport à celui des années 1990, à l'exception des applications vocales et multimédia sur l'Internet.

#### Oientation à l'Internet et l'étude des nouveaux médias
En plus des services directement liés à la téléphonie, avec la diffusion de l'Internet et de la distribution large bande par ADSL, l'activité du CSELT a été orientée vers l'étude des différents médias tels que la télévision interactive et des nouvelles technologies qui peuvent être appliquées aux services téléphoniques et Internet de la SIP (à partir de 1994 devenue Telecom Italia). L'activité de CSELT a eu lieu toujours en collaboration avec les organismes de normalisation internationaux, tels que, par exemple, le W3C, et l'ECTF, un groupe de travail en matière de communication par l'Internet depuis 1998, dans ce cas, par exemple, sur la nouvelle norme IPv6. En particulier, le CSELT a travaillé dans le cahier des charges de l'IPv6, avec la mise en œuvre d'un Tunnel Broker IPv6.
Dans le contexte de l'encodage du signal audio/vidéo, le groupe international MPEG, fondé et dirigé par Leonardo Chiariglione du CSELT, a conduit à la naissance des normes de compression audio MP3, afin de transmettre le signal audio de bonne qualité sans avoir à modifier le réseau existant, et de plusieurs autres standards de codage vidéo (par exemple, MPEG-1, MPEG-2, MPEG-4, le dernier sur la Télévision Interactive). Les travaux de normalisation du MP3, particulièrement bien connus par le grand public, sont cités comme un exemple positif de collaboration européenne.
Les technologies vocales du CSELT utilisées dans les systèmes de dialogue par téléphone ont été reconnues par l'attribution du prix Eurospeech '97 comme le meilleur système de dialogue entre l'homme et l'ordinateur.

### Restructuration de 2001

#### Situation en 2000
En 2000, CSELT emploie plus de 1 200 travailleurs, les trois quarts d'entre eux travaillent dans le domaine technique, répartis sur cinq sites, tous à Turin.

#### Création de spin-offs et naissance de TI Lab
Comme résultat de la profonde restructuration au cours des années 1990, dans le contexte de la réorganisation des entreprises de l'ensemble du groupe l'IRI-STET, en 2001, CSELT n'existe plus sous le nom qui il a eu depuis sa naissance pendant près de quarante ans.
En 1999, il avait été créé par CSELT un premier spin-off, nommé OTC (Optical Technologies Center), concentré sur l'activité de fabrication de composants pour la fibre optique et opto-électroniques, qui a été acheté par Agilent Technologies en 2000. Peu de temps après, Agilent ferme la branche d'activité relative à la fibre optique parce que pas intéressé par ce type de produits. En janvier 2001, le groupe de recherche sur les technologies vocales, l'un des premiers du CSELT à partir des années 1970, devient un autre spinoff nommé Loquendo,.
Le reste des activités du CSELT est ajoutée dans Telecom Italia Lab, aussi nommé TI Lab,, de propriété de Telecom Italia, qui dans le même temps avait changé la structure de l'actionnariat, avec un fort redimensionnement de ce qui avait été, pendant des décennies, l'un des plus importants centres de recherche en Italie et l'un des leaders mondiaux dans la recherche appliquée aux télécommunications.